# Light the Fuse
Light the Fuse je koncertní album britské rockové skupiny The Rolling Stones, které vyšlo v roce 2012. Album vyšlo jako součást archivované edice From the Vault. Album bylo nahráváno na klubovém koncertu skupiny v Torontu v rámci světového turné A Bigger Bang Tour v roce 2005.

## Seznam skladeb
| Pořadí | Skladba                                                    | Délka |
| ------ | ---------------------------------------------------------- | ----- |
| 1.     | "Rough Justice"                                            | 4:15  |
| 2.     | "Live With Me"                                             | 4:11  |
| 3.     | "19th Nervous Breakdown"                                   | 4:43  |
| 4.     | "She's So Cold"                                            | 4:43  |
| 5.     | "Dead Flowers"                                             | 4:17  |
| 6.     | "Back of My Hand"                                          | 5:09  |
| 7.     | "Ain't Too Proud to Beg" (Norman Whitfield, Eddie Holland) | 4:21  |
| 8.     | představení skupiny                                        | 3:28  |
| 9.     | "Infamy"                                                   | 5:50  |
| 10.    | "Oh Not, You Again"                                        | 4:37  |
| 11.    | "Get Up, Stand Up"                                         | 6:21  |
| 12.    | "Mr. Pitful" (Steve Cropper, Otis Redding)                 | 3:29  |
| 13.    | "Tumbling Dice"                                            | 4:41  |
| 14.    | "Brown Sugar"                                              | 4:48  |
| 15.    | "Jumpin' Jack Flash"                                       | 5:04  |

## Obsazení
The Rolling Stones
- Mick Jagger – zpěv, kytara
- Keith Richards – kytara, doprovodné vokály, zpěv
- Ronnie Wood – kytara
- Charlie Watts - bicí

Doprovodní hudebníci
- Bernard Fowler – doprovodné vokály
- Chuck Leavell – klávesy
- Blondie Chaplin – doprovodné vokály, kytara
- Lisa Fischer – doprovodné vokály
- Kent Smith – trubka
- Tim Ries – saxofon
- Michael Davis – pozoun
- Bobby Keys – saxofon
- Darryl Jones – baskytara